# Bloedbad van Sivas

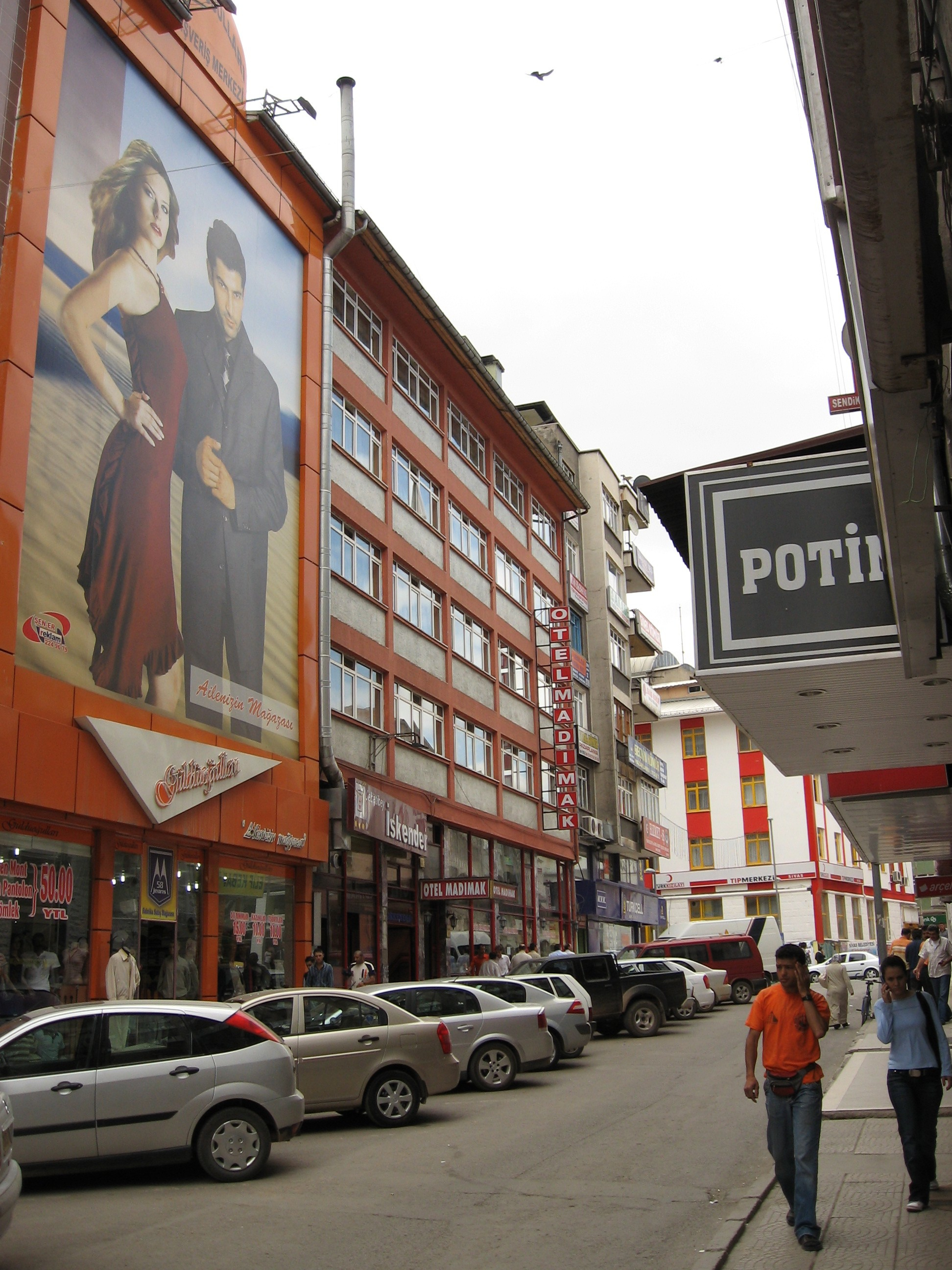
Madımak Hotel in Sivas, plaats delict van het bloedbad van Sivas op 2 juli 1993

Het Bloedbad van Sivas (Turks: Sivas Katliamı) verwijst naar de gebeurtenissen op 2 juli 1993 in de stad Sivas, een stad in centraal Turkije, waarbij door een aanval van een islamitisch-fundamentalistische menigte 37 mensen omkwamen. De meeste slachtoffers waren intellectuelen en kunstenaars en behoorden tot de alevieten, een Turkse religieuze minderheidsgroepering. Tot de slachtoffers behoorde de Nederlandse studente culturele antropologie Carina Cuanna Thuijs. Het bloedbad van Sivas wordt ook de moordpartij van Sivas, het drama van Sivas (Turks: Sivas dramı) of de Sivas Madımak-gebeurtenissen (Turks: Sivas Madımak olayları) genoemd.

## Festival
Van 1 t/m 4 juli 1993 werd in de binnenstad van Sivas voor de vierde keer het Pir Sultan Abdal Cultuurfestival gehouden, een festival met culturele en intellectuele activiteiten als zang, muziek, toneelstukken en lezingen over democratie en mensenrechten. Het festival is genoemd naar de uit deze streek afkomstige 16e-eeuwse alevitische Turkse dichter, zanger en mysticus Pir Sultan Abdal. Niet alleen veel alevieten bezochten het festival, maar ook liberale en progressieve niet-alevitische Turken, zoals de 76-jarige Turkse schrijver en dichter Aziz Nesin.

## Aanslag
Op de eerste dag van het festival werden op verschillende locaties in het centrum festiviteiten gehouden. Op de tweede dag werden die op meerdere plaatsen al vroeg verstoord door de stadsbewoners en door vreemden. Bij het Madımak-hotel, waar een culturele lezing zou worden gehouden, was een menigte samengekomen van meer dan 10.000 mensen. Het hotel werd in brand gestoken. Dit resulteerde in de dood van 37 personen en er vielen vele gewonden. Onder de slachtoffers bevonden zich enkele kinderen en een Nederlandse laatstejaarsstudente cultureel antropologie van de universiteit van Leiden.
Terwijl de festivalactiviteiten bezig waren vormden zich op de achtergrond groepen rond moskeeën en andere plekken.

## Nasleep
Het bloedbad van Sivas heeft tot een alevitische institutionalisering van culturele verenigingen in binnen- en buitenland geleid, waarbij het benadrukken van de eigen identiteit en de mensenrechtensituatie in Turkije een belangrijkere rol ging spelen.
Ook ontstonden er scherpere politieke verhoudingen tussen de linkse en rechtse politieke partijen op het gebied van secularisme.
Van de moslimextremisten die zijn opgepakt, zijn bij vonnis van 28 november 1997 door de Staatsveiligheidsrechtbank 33 daders voor hun rol in het bloedbad ter dood veroordeeld. Bij hoger vonnis van 2001 werd dit teruggebracht tot 31 daders. In 2002 werd de doodstraf afgeschaft in Turkije en werden de straffen omgezet in levenslang. De processen vertoonden in de ogen van de alevieten en andere Turkse intellectuelen niet altijd een rechtvaardige gang van zaken: er zouden te weinig daders zijn opgepakt en het nalaten van de (niet-alevitische) autoriteiten in te grijpen op de dag van de gebeurtenissen zou onderbelicht blijven. De politie liet de islamitische menigte volledig haar gang gaan en wachtte geduldig af tot het drama zich voltrokken had. De brandweer kwam pas in actie toen het hotel zo goed als uitgebrand was. Vanuit verschillende instanties, zoals het leger, zou er willens en wetens geen ondersteuning zijn komen.
Ook werden er tijdens de strafprocessen niet altijd inhoudelijke argumenten gevoerd, maar ingespeeld op de sentimenten van de moslimbevolking om de daders vrij te krijgen. Zo beweerde de advocaat van de daders Şevket Kazan (destijds tevens partijlid en minister van Justitie van de toenmalige islamitische Welvaartspartij en actief lid van de nationaal-islamitische Turkse rechtse beweging Milli Görüş), dat alle gevangenen die meerdere soera’s uit hun hoofd kenden, onmiddellijk in vrijheid dienden te worden gesteld.
Ook werden er steunbetuigingen en bezoeken van medeleven gebracht aan de opgepakte daders door verschillende rechtse ministers en partijleden. Niet alleen van extreemrechtse nationalistische en islamitische partijen, maar ook van centrumpartijen. 
Het wordt als onrechtvaardig en discriminerend ervaren dat het hotel nog steeds niet veranderd is in een museum ter nagedachtenis aan de slachtoffers. Deze door de alevieten geuite wens wordt sinds 1993 door onder andere de Turkse regering tegengehouden.

## Lijst van slachtoffers
- Asuman Sivri (Ankara, 1977)
- Yasemin Sivri (Ankara, 1974)
- Hasret Gültekin (Sivas, 1971) - dichter, zanger, musicus
- Yeşim Özkan (Ankara, 1973)
- Huriye Özkan (Ankara, 1971)
- Belkis Çakir (Ankara, 1975)
- Muammer Çiçek (Tokat, 1967) - toneelspeler, acteur
- İnci Türk (Balikesir, 1971)
- Gülsün Karababa (Sivas, 1971)
- Handan Metin (Sivas, 1973)
- Sait Metin (Sivas, 1970)
- Gülender Akça (Sivas, 1968)
- Carina Cuanna Thuijs (Doetinchem, 1971) - studente Universiteit van Leiden
- Mehmet Atay (Sivas, 1967) - journalist
- Murat Gündüz (Ankara, 1971)
- Özlem Şahin (Ankara, 1976)
- Nurcan Şahin (Ankara, 1975)
- Ahmet Özyurt (Ankara, 1972)
- Serkan Doğan (Ankara, 1974)
- Serpil Çanik (Ankara, 1974)
- Sehergül Ateş (Tunceli, 1963)
- Uğur Kaynar (Sivas, 1956) - dichter
- Asaf Koçak (Yozgat, 1957) - karikaturist
- Erdal Ayranci (Niğde, 1958)
- Behçet Aysan (Ankara, 1949) - dichter
- Metin Altiok (Izmir, 1941) - dichter, schrijver
- Asim Bezirci (Erzincan, 1927) - onderzoeker, vrijdenker, filosoof, schrijver
- Nesimi Çimen (Adana, 1931) - dichter, zanger, musicus
- Muhibe Akarsu (Sivas, 1958)
- Muhlis Akarsu (Sivas, 1948) - dichter, zanger, musicus
- Edibe Sulari (Erzincan, 1952) - toneelspeler, acteur
- Menekşe Kaya (Ankara, 1977)
- Koray Kaya (Ankara, 1981)

Veel bezoekers zoals bijvoorbeeld Arif Sağ en Aziz Nesin werden met verwondingen opgenomen in het ziekenhuis. 

## Religie en nationalisme
Het bloedbad van Sivas werd destijds door de zittende rechtse regering afgedaan als een provocatie van de Turkse atheïstische schrijver en dichter Aziz Nesin. Deze zou met zijn Turkse vertaling van delen van Salman Rushdies De Duivelsverzen de woede van soennieten op zich hebben gehaald, wat uiteindelijk zou hebben geleid tot de fatale gebeurtenissen.
De alevieten zijn een andere mening toegedaan en vinden dat Aziz Nesin als zondebok heeft gediend. Zij zien de oorzaak van het bloedbad in het feit dat hun religieuze identiteit als minderheidsgroepering niet getolereerd wordt. De intolerante houding ten opzichte van alevieten in Turkije heeft meer een religieus dan een cultureel karakter.
Veel islamisten daarentegen kijken vreemd op van alevitische gewoontes (met name de manier van gebedsbeoefening). Het alevitisme wijkt af van de islam in die zin dat de alevieten geen moskeeën kennen. Ook dragen de alevieten geen hoofddoeken en gaan uit van een verlichte, mystieke en heterodoxe (in plaats van een orthodoxe) interpretatie van mens- en wereldbeeld. In Turkije stemmen alevieten overwegend links.
Over het algemeen wordt er in Turkije wel geaccepteerd dat alevieten een stroming zijn binnen de islam, en dat ze als moslim worden gezien. Er zijn ook veel alevieten die in aanvulling op de eigen gewoontes gewoon naar de moskee gaan en dat stelt de meeste islamisten tevreden. Daarom is er ook geen sprake van veralgemeende haat tegenover alevieten. Desalniettemin is het bloedbad van Sivas niet de eerste keer dat de alevitische religieuze minderheid het slachtoffer is van pogroms.

## Andere aanvallen
Drie dagen na het bloedbad van Sivas werd op 5 juli 1993 het Turks-soennitisch dorpje Başbağlar in de provincie Erzincan door extremisten overvallen. De mannen werden daarbij van de vrouwen gescheiden en neergeschoten. In totaal werden er 33 dorpelingen vermoord. Tot op heden is het onbekend wie de daders van dit bloedbad zijn. Volgens sommigen is het een vergelding voor het bloedbad van Sivas, maar hiervoor zijn nooit bewijzen gevonden. Alevieten hebben zich altijd gedistantieerd van dit bloedbad en dit soort vergeldingsacties. Tegenwoordig wordt dit bloedbad toegeschreven aan de PKK die in de nasleep van het bloedbad van Sivas sympathie zou hebben willen opwekken onder alevieten.